# Ouca
Ouca es una freguesia portuguesa situada en el municipio de Vagos. Según el censo de 2021, tiene una población de 1805 habitantes.